# Helge von Koch
Niels Fabian Helge von Koch (Estocolmo, 25 de janeiro de 1870 – Danderyd, 11 de março de 1924) foi um matemático sueco, que deu seu nome ao famoso fractal conhecido como o "floco de neve Koch", que foi um dos primeiros fractais de curvas a ser descrito.

## Biografia
O pai de Helge Von Koch é Richert Vogt Von Koch (1838–1913), que teve uma carreira militar, e sua mãe é Agathe Henriette Wrede. Von Koch freqüentou uma boa escola em Estocolmo, completando lá seus estudos em 1887. Ele entrou então para a Universidade de Estocolmo.
A Universidade de Estocolmo (conhecida na Suécia como Stockholms Högskola até 1950) foi a terceira universidade a ser criada na Suécia, planejada em 1865 e inaugurada em 1880, com Magnus Gösta Mittag-Leffler (1846 - 1927) como seu primeiro professor de Matemática.
Von Koch passou algum tempo na Universidade de Uppsala em 1888. Foi aluno de Mittag-Leffler na Universidade de Estocolmo. Em 1891, ele escreveu o primeiro dos dois documentos sobre aplicações dade determinantes infinitos para resolver sistemas de equações diferenciais com coeficientes analíticos. Os métodos que ele utilizou tiveram por base os publicados por Henri Poincaré (1854 - 1912) cerca de seis anos antes. O segundo trabalho de von Koch foi publicado em 1892, ano em que von Koch obteve seu doutorado defendendo sua tese que continha os resultados dos dois trabalhos. Von Koch recebeu o doutorado em Matemática pela Universidade de Estocolmo em 26 de Maio de 1892.
Entre 1893 e 1905 von Koch atuou como professor adjunto de Matemática. Seu pedido de titular na cadeira de álgebra e teoria dos números na Universidade de Uppsala foi negado. Em 1905 Ivar Bendixson (1861 - 1935), que também foi aluno de Mittag-Leffler, renunciou a seu cargo de professor no KTH, (em sueco: Kungliga Tekniska Högskolan; em português: Instituto Real de Tecnologia, em Estocolmo), quando ele aceitou uma cadeira na Universidade de Estocolmo. Von Koch, então, foi indicado para a cadeira de Matemática pura no KTH. Em Julho de 1911, von Koch substituiu Mittag-Leffler como professor de Matemática na Universidade de Estocolmo.
Foi palestrante convidado do Congresso Internacional de Matemáticos em Paris (1900: Sur la distribution des nombres premiers) e em Cambridge (1912: On regular and irregular solutions of some infinite systems of linear equations).

### Curva de Koch

As sete primeiras iterações da "curva do floco de neve" de Koch

Von Koch é famoso pela Curva de Koch que aparece em seu trabalho Une méthode géométrique élémentaire pour l'étude de certaines questions de la théorie des courbes plane publicado em 1906, que une métodos de geometria elementar com a teoria das curvas. Isso é calculado dividindo uma linha em três partes iguais e substituindo o segmento médio por outros dois lados de um triângulo equilátero construídos no segmento de médio. Repetir em cada um dos segmentos (agora quatro). Repetir indefinidamente. Ele dará uma curva contínua que é infinita de comprimento e não diferenciável. Se um começa com um triângulo equilátero e aplica-se à construção, ficamos com o "floco de neve" de Koch Koch(às vezes chamado a estrela de von Koch) como o limite da construção.
A "curva do floco de neve" de Koch é uma curva contínua que não tem um tangente em qualquer ponto. O trabalho de von Koch de 1906 consiste principalmente em provar fato. Ele também mostra no trabalho que existem duas funções "f" e "g" que são indiferenciáveis, tal como a "curva do floco de neve"
x = f(t), y = g(t) onde -1 ≤t≤ 1.
A primeira pessoa a dar um exemplo de uma construção analítica de uma função que é contínua, mas em parte alguma diferenciável foi Karl Weierstrass. No final de seu trabalho, von Koch dá uma construção geométrica, com base na Curva de Koch, assim como uma função que ele também expressa analiticamente.
Von Koch também escreveu trabalhos sobre a teoria dos números, em particular escreveu vários trabalhos sobre o teorema do número primo, tais como Sur la distribution des nombres premiers em 1901 e Contribution à la théorie des nombres premiers em 1910.